# Jag ger mig aldrig!
Jag ger mig aldrig! (engelska: Lady on a Train) är en amerikansk kriminalfilm från 1945 i regi av Charles David.

## Handling
På väg till New York bevittnar Nikki Collins ett mord i en byggnad när hon sitter på tåget. Hos polisen tror ingen på henne och tar det hela som fantasier. Nikki börjar då göra egna efterforskningar tillsammans med en deckarförfattare. Hon blir ordentligt inblandad sedan hon misstas för en släkting till den mördade mannen.

## Rollista
| Deanna Durbin         | – Nikki Collins    |
| Ralph Bellamy         | – Jonathan Waring  |
| Edward Everett Horton | – Haskell          |
| Allen Jenkins         | – Danny            |
| David Bruce           | – Wayne Morgan     |
| George Coulouris      | – Saunders         |
| Patricia Morison      | – Joyce Williams   |
| Dan Duryea            | – Arnold Waring    |
| Maria Palmer          | – Margo Martin     |
| Elizabeth Patterson   | – Charlotte Waring |
| Samuel S. Hinds       | – Mr. Wiggam       |
| William Frawley       | – Sgt. Christie    |
| Jacqueline deWit      | – Miss Fletcher    |
| Thurston Hall         | – Josiah Waring    |